# Uncinia affinis
Uncinia affinis là loài thực vật có hoa trong họ Cói. Loài này được (Colenso ex C.B.Clarke) Hamlin miêu tả khoa học đầu tiên năm 1959.